# Nowe Włóki
Nowe Włóki [pronunciación en polaco: /ˈnɔvɛ ˈvwuki/] (en alemán: Neu Vierzighuben) es un pueblo ubicado en el distrito administrativo de Gmina Dywity, dentro del Condado de Olsztyn, Voivodato de Varmia y Masuria, en Polonia del norte. Se encuentra aproximadamente a 9 kilómetros al noreste de Dywity y a 15 kilómetros al norte de la capital regional Olsztyn.
Antes de 1772, el área fue parte del Reino de Polonia, y luego hasta 1945 fue de Prusia y Alemania (Prusia Oriental).